# Megistopus flavicornis
Megistopus flavicornis ist ein Netzflügler aus der Familie der Ameisenjungfern (Myrmeleontidae).

## Merkmale
Die Imagines erreichen eine Vorderflügellänge von etwa 25 Millimeter. Auf den Vorderflügeln befindet sich etwa in der Mitte des Hinterrandes ein runder dunkelbrauner Fleck. Die Beine sind lang und dünn und haben einen ungewöhnlich langen Tarsus. An den Tibien befinden sich Sporne. 
Die Larven werden etwa 10 Millimeter lang.

## Verbreitung
Das Verbreitungsgebiet von Megistopus flavicornis erstreckt sich vom südöstlichen Mitteleuropa und dem Mittelmeerraum bis in den Südwesten Asiens. Im östlichen und südlichen Mitteleuropa findet man die Art in Ungarn, der Slowakei, in Tschechien, im Osten Österreichs und in der Schweiz. Die Art besiedelt lichte Laubwälder und die Macchie.

## Biologie
Die Larven leben terrikol und bauen keine Trichter. Die Entwicklungszeit dauert in Südosteuropa (Bulgarien) ein Jahr, im Norden des Verbreitungsgebiets bis zu zwei Jahre. Die Imagines sind nachtaktiv und kommen ans Licht. Meist findet man sie nur einzeln, Megistopus flavicornis zählt aber in Europa zu den häufigeren Arten der Familie. In Südeuropa fliegen die Imagines von Mai bis Juli.